# Olga Zabielinska
Olga Siergiejewna Zabielinska z d. Suchoruczenkowa, ros. Ольга Сергеевна Забелинская z d. Сухорученкова (ur. 10 maja 1980 w Leningradzie) – rosyjska kolarka szosowa i torowa, dwukrotna medalistka olimpijska.

## Kariera
Pierwsze sukcesy w karierze Olga Zabielinska osiągnęła w 1998 roku, kiedy zdobyła trzy medale na międzynarodowych imprezach. Najpierw była druga w wyścigu punktowym na torowych mistrzostwach świata juniorów, a następnie zajęła drugie miejsce zarówno w wyścigu ze startu wspólnego, jak i w jeździe na czas na szosowych MŚ juniorów. W 2001 roku zdobyła brązowy medal w jeździe na czas na mistrzostwach Europy U-23, a rok później sięgnęła po zwycięstwo na tej imprezie. Największe sukcesy osiągnęła jednak podczas rozgrywanych w 2012 roku igrzysk olimpijskich w Londynie. W wyścigu ze startu wspólnego zdobyła brązowy medal, ulegając jedynie Holenderce Marianne Vos i Brytyjce Elizabeth Armitstead. Na tych samych igrzyskach trzecie miejsce zajęła również w jeździe na cza, tym razem wyprzedziły ją Amerykanka Kristin Armstrong oraz Niemka Judith Arndt. Poza tym była między innymi trzecia w Holland Ladies Tour w 2003 roku, pierwsza w Thüringen-Rundfahrt der Frauen w 2010 roku oraz druga w Giro del Trentino Alto Adige – Südtirol w 2012 roku. Na arenie krajowej zdobyła dwa medale szosowych mistrzostw Rosji, w tym złoty w jeździe na czas w 2012 roku.
Jej ojciec Siergiej Suchoruczenkow również był kolarzem.